# Dominik Raschner
Dominik Raschner (23 agosto 1994) è uno sciatore alpino austriaco.

## Biografia
Originario di Mils bei Hall e attivo in gare FIS dal dicembre del 2009, Raschner ha esordito in Coppa Europa il 18 gennaio 2014 a Zell am See in slalom speciale e in Coppa del Mondo il 22 dicembre 2015 a Madonna di Campiglio nella medesima specialità, in entrambi i casi senza completare la prova. Il 16 dicembre 2017 ha colto a Plan de Corones in slalom parallelo la sua prima vittoria, nonché primo podio, in Coppa Europa; il 14 novembre 2021 ha conquistato il primo podio in Coppa del Mondo, a Lech/Zürs in slalom parallelo (2º). Ai Mondiali di Courchevel/Méribel 2023, sua prima presenza iridata, ha vinto la medaglia d'argento nel parallelo e si è classificato 4º nella gara a squadre; a quelli di Saalbach-Hinterglemm 2025 si è piazzato 8º nello slalom speciale e 6º nella gara a squadre. Non ha preso parte a rassegne olimpiche.

## Palmarès

### Mondiali
- 1 medaglia:
  - 1 argento (slalom parallelo a Courchevel/Méribel 2023)

### Coppa del Mondo
- Miglior piazzamento in classifica generale: 41º nel 2024
- 2 podi (1 in slalom speciale, 1 in slalom parallelo):
  - 1 secondo posto
  - 1 terzo posto

### Coppa Europa
- Miglior piazzamento in classifica generale: 2º nel 2018
- Vincitore della classifica di slalom gigante nel 2018 e nel 2021
- 9 podi:
  - 3 vittorie
  - 2 secondi posti
  - 4 terzi posti

#### Coppa Europa - vittorie
| Data             | Località         | Paese    | Specialità |
| ---------------- | ---------------- | -------- | ---------- |
| 16 dicembre 2017 | Plan de Corones  | Italia   | PR         |
| 14 marzo 2018    | Soldeu/El Tarter | Andorra  | GS         |
| 6 febbraio 2021  | Berchtesgaden    | Germania | GS         |

Legenda:

GS = slalom gigante

PR = slalom parallelo

### Nor-Am Cup
- Miglior piazzamento in classifica generale: 63º nel 2016
- 1 podio:
  - 1 terzo posto

### Campionati austriaci
- 6 medaglie:
  - 1 oro (slalom speciale nel 2021)
  - 5 bronzi (slalom speciale nel 2016; slalom gigante nel 2021; slalom speciale nel 2023; slalom speciale nel 2024; slalom speciale nel 2025)